# Heinrich Dürmayer
Heinrich Georg Peter „Heinz“ Dürmayer (* 10. April 1905 in Atzgersdorf bei Wien, Österreich-Ungarn; † 22. September 2000 in Wien) war ein österreichischer Jurist, Kommunist und Antifaschist. In der Zwischenkriegszeit leistete er Widerstand gegen den Austrofaschismus und kämpfte in den Internationalen Brigaden. Während des Zweiten Weltkrieges wurde er an den NS-Staat ausgeliefert und war in Konzentrationslagern inhaftiert, wo er als Funktionshäftling im Lagerwiderstand wirkte. Nach Kriegsende war er bis 1947 als leitender Polizeibeamter insbesondere mit der Verfolgung von NS-Kriegsverbrechen befasst. Anschließend war er als  Rechtsanwalt und Rechtsberater für die KPÖ tätig. Dürmayer engagierte sich darüber hinaus in NS-Opferverbänden und trat als Zeuge in NS-Prozessen auf.

## Leben

### Studium, politische Betätigung und Widerstand gegen den Austrofaschismus
Heinrich Dürmayer war der Sohn des Schlossermeisters Peter Dürmayer (1880–1959) und dessen Ehefrau Karoline, geborene Maliwanek (1880–1938), die später beide Mitglied der NSDAP wurden. Er studierte nach dem Abschluss seiner Schullaufbahn an der Universität Wien Rechtswissenschaften und wurde 1930 zum Dr. jur. promoviert. Während des Studiums trat er dem Corps Marchia Wien, einer schlagenden Studentenverbindung, bei. Diese Verbindung galt als paritätisch-liberal und nahm auch jüdische Studenten als Mitglieder auf. Anschließend war er als Anwalt tätig. Als Angehöriger der SDAP und des Republikanischen Schutzbundes beteiligte er sich an den Februarkämpfen 1934, wurde kurzfristig festgenommen und Ende 1934 Mitglied der KPÖ. Dürmayer war 1935/36 17 Monate lang wegen kommunistischer Betätigung im Wiener Landesgericht und im Anhaltelager Wöllersdorf inhaftiert. Seine Haftentlassung war mit der Auflage verbunden, Österreich zu verlassen. Er wurde 1937 ausgebürgert und erst 1945 wieder österreichischer Staatsbürger.

### Interbrigadist, Internierung und Gestapohaft
Nach Aufenthalten in Paris und London kämpfte Dürmayer ab Januar 1937 im Spanischen Bürgerkrieg in den Internationalen Brigaden aufseiten der Republik gegen die Errichtung einer Diktatur unter Franco. Dort war er zunächst Maschinengewehrschütze im Bataillon Tschapajew. Zuletzt bekleidete er als Major den Posten eines Politkommissars bei der 35. Division der Interbrigaden. Während seiner Zeit bei den Internationalen Brigaden betätigte er sich publizistisch und verfasste unter anderem Berichte für Frontzeitungen.
Seine Ehefrau Renée Dürmayer (1907–1978), geborene Renate Lelewer, war ihm aus England im Februar 1937 nach Spanien gefolgt. Sie arbeitete als Pharmazeutin in der Zentralapotheke der Internationalen Brigaden in Albacete.
Nach der Niederlage der Republikaner floh er nach Frankreich, wo er im Februar 1939 in französische Internierungshaft geriet und in den Lagern Saint-Cyprien, Gurs und Le Vernet festgehalten wurde. Nach der Niederlage Frankreichs im Zweiten Weltkrieg wurde er am 4. September 1940 an das „Großdeutsche Reich“ ausgeliefert, von der Gestapo in Wien verhört und erkennungsdienstlich erfasst. Nach einem Jahr Untersuchungshaft in Wien wurde er im Januar 1942 erneut der Gestapo in Wien überstellt.

### Häftling in den Konzentrationslagern Flossenbürg, Auschwitz und Mauthausen
Mitte März 1942 wurde Dürmayer von dort in das KZ Flossenbürg verbracht. Dort war er neun Monate im Steinbruch eingesetzt. Im KZ Flossenbürg gehörte er dem bedingt organisierten Lagerwiderstand um Karl Fugger an.
Von Flossenbürg wurde Dürmayer im Januar 1944 in das KZ Auschwitz überstellt und war dort anfangs bei der Häftlingslageraufsicht, danach in der Häftlingsschreibstube und später als Kapo der SS-Bekleidungskammer eingesetzt. Von September 1944 bis zur kriegsbedingten Räumung des Lagerkomplexes im Januar 1945 war er Lagerältester des Stammlagers. In dieser Funktion hatte er zwangsläufig engen Kontakt mit der Lagerprominenz und auch der Lager-SS. Er war führendes Mitglied des internationalen Lagerwiderstandes. Im Stammlager gehörte er der Kampfgruppe Auschwitz an und nutzte seine Position als Funktionshäftling auch effizient für diese Organisation. Seine spätere jüdische Ehefrau Janka (auch Judith), Blockälteste in Auschwitz, wird von Bruno Baum ebenfalls als im Lagerwiderstand aktiv benannt. Hermann Langbein, ebenso wie Dürmayer politischer Häftling in Auschwitz, hielt diesem dennoch vor, dass er zu engen Kontakt mit den sogenannten kriminellen Häftlingen sowie der SS gepflegt und sich somit von anderen Häftlingen entfremdet hätte. Während der Räumung des KZ Auschwitz im Januar 1945 soll Dürmayer, laut Langbein, mit anderer Lagerprominenz das Lager im Auto des Schutzhaftlagerführers Franz Hößler verlassen haben, was Dürmayer allerdings vehement in Abrede stellte.
Von Wodzisław Śląski gelangte Dürmayer mit einem Transport am 25. Januar 1945 in das KZ Mauthausen. Im KZ Mauthausen hatte er als Präsident des Internationalen Komitees erneut eine führende Position im Lagerwiderstand inne. Nach dem bis zum 3. Mai 1945 erfolgten Abzug der Lager-SS aus dem Stammlager des KZ Mauthausen übernahm das Internationale Lagerkomitee die Lagerleitung. Die Hauptaufgabe des Komitees nach dem Abzug der Lager-SS bestand darin, die Versorgung der Häftlinge mit Nahrung zu gewährleisten. Im Stammlager des KZ Mauthausen wurde Dürmayer offiziell noch am 4. Mai 1945 – einen Tag vor der Befreiung des Lagers – letzter Lagerältester.
Am 16. Mai 1945, kurz nach der Befreiung des KZ-Mauthausen, verlas Dürmayer für das internationale Komitee namens aller ehemaligen politischen Mauthausenhäftlinge den sogenannten „Mauthausen-Schwur“.

## Nach Kriegsende

### Leiter der Staatspolizei in Wien

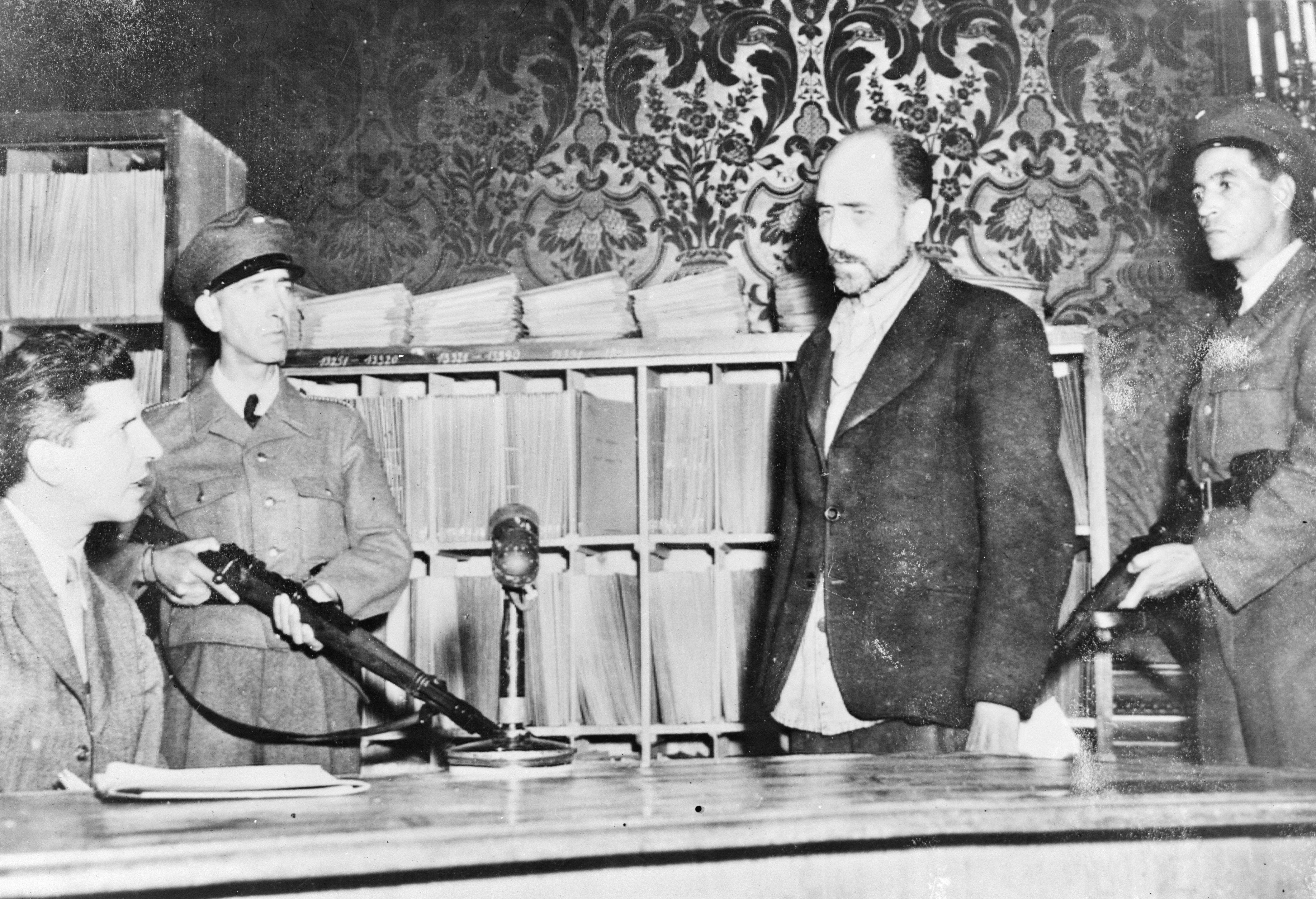
Dürmayer (links sitzend) vernimmt im September 1945 als Leiter der Staatspolizei Wien den von zwei Polizisten bewachten Grabner

Nach der Befreiung wurde Dürmayer noch im Mai 1945 umgehend von dem Staatssekretär für Inneres der Provisorischen Regierung Renner, dem KPÖ-Führungsmitglied Franz Honner, mit dem Aufbau und der Leitung einer neuen und unbelasteten Staatspolizei beauftragt. Als Leiter der Staatspolizei – formal Staatspolizeiliches Büro der Bundespolizeidirektion Wien – unterstand ihm auch die Abteilung zur Ermittlung von Kriegsverbrechern. In dieser Funktion konnte Dürmayer, dessen Abteilung hauptsächlich aus Kommunisten und sogenannten Unbelasteten bestand, im August 1945 den ehemaligen Leiter der Politischen Abteilung in Auschwitz Maximilian Grabner bei der Feldarbeit verhaften. Er unterzog Grabner Anfang September 1945 einem polizeilichen Verhör, welches auch in der Wochenschau vorgeführt wurde. Zudem gelang ihm auch die Festnahme von Siegfried Seidl, dem ehemaligen Kommandanten des Ghettos Theresienstadt. Dürmayer ließ nach seinem Dienstantritt etliche Anhalte- beziehungsweise Arbeitslager für ehemalige Nationalsozialisten einrichten, die neben alliierten Internierungslagern bestanden. Er wurde 1946 zum Oberpolizeirat befördert.
Dürmayer versuchte neben der Verhaftung von ehemaligen Nationalsozialisten den kommunistischen Einfluss zu forcieren. Durch den sowjetischen Stadtkommandanten hatte er umfangreiche Vollmachten erhalten. Zeitweise unterstanden ihm fast tausend Polizisten. Auf Basis des 1945 beschlossenen Beamten-Überleitungsgesetzes war die Einstellung ehemaliger KZ-Häftlinge und Widerstandskämpfer im Staatsdienst forciert worden. Dabei wurden auch die Einstellungskriterien für den Polizeidienst herabgesetzt, was den meist nicht akademisch ausgebildeten Kommunisten zugutekam. Etwa 90 % der Angestellten der Staatspolizei sollen Mitglieder der KPÖ gewesen sein. Die unter Dürmayers Leitung stehende Staatspolizei lief Gefahr, „Staat im Staat“ zu werden, da sie „sich dem Einfluss der Polizeidirektion Wien weitgehend entzog und durch Handlungen abseits der österreichischen Gesetze auch die Autorität der Regierung in Frage stellte.“ Dürmayer führte ab 1947 den Amtstitel wirklicher Hofrat.
Ein angeblicher Versuch eines Sprengstoffanschlags auf das Wiener Heldendenkmal der Roten Armee führte letztlich zu Dürmayers Absetzung. In einem Wiener Tanzlokal waren 1947 zwei 19-jährige Männer und eine 25-jährige Frau aufgefallen, die „eine politische Umwälzung“ im nationalsozialistischen Sinne herbeiführen und sich einer Werwolfgruppe anschließen wollten. Die Staatspolizei setzte daraufhin einen Spitzel namens Herbert auf die Gruppe an, der sich in der Wohnung eines Verdächtigten aus alliierten Kasernen entwendete Sprengmittel zeigen ließ. Laut dem Spitzel soll der Verdächtige gesagt haben, dass es „so viele Denkmäler und andere Sachen“ gebe, „die nicht hereinpassen“, und er sei auch auf das Russendenkmal zu sprechen gekommen. Nach seiner Festnahme sagte der Beschuldigte aus, dass nicht er, sondern der Spitzel vorgeschlagen habe, den Sprengstoff für einen Anschlag auf das Russendenkmal zu verwenden. Von der observierten Gruppe wurden schließlich die beiden männlichen Mitglieder Anfang Juni 1948 aufgrund nationalsozialistischer Wiederbetätigung zu mehrjährigen Haftstrafen verurteilt. Nach Ansicht des Innenministers Oskar Helmer war Dürmayer mit dem Spitzeleinsatz zu weit gegangen und hätte so den Attentatsplan erst erzeugt, um den Sachverhalt politisch zu instrumentalisieren.
Anfang September 1947 wurde Dürmayer im Zuge des beginnenden Kalten Krieges nach diesem Vorfall von seinem Posten durch den Innenminister Helmer entbunden. Hintergrund war Dürmayers prosowjetische Politik im sowjetischen Sektor sowie seine einflussreiche Stellung innerhalb der Verwaltung, die von Helmer als Gefahr für Österreichs Demokratie angesehen wurde. Gleichzeitig wurde Dürmayer die Versetzung nach Salzburg mitgeteilt. Er trat die Stelle in Salzburg jedoch nicht an und schied aus dem Polizeidienst aus. Kurz vor seiner Absetzung hatte er noch wichtige Akten in die sowjetische Stadtkommandantur verbracht.
Gegen die 1957 erschienenen Memoiren des Innenministers Helmer („50 Jahre erlebte Geschichte“) ging Dürmayer gerichtlich vor und erreichte – zumindest vorübergehend – die Beschlagnahmung des Buches. Dürmayer sah sich durch die Publikation zu „Unrecht der Verachtung seiner Landsleute preisgegeben“, weil Helmer Dürmayer darin u. a. als „gelehrigen Schüler der russischen Geheimpolizei“ bezeichnete und der von ihm seinerzeit geleiten Staatspolizei eine Willkürherrschaft vorwarf. Der SPÖ-nahe Politologe Norbert Leser meinte später, dass Dürmayer im Fall einer kommunistischen Machtübernahme in Österreich „ein kleiner Berija geworden wäre“.

### Rechtsanwalt, Engagement in Opferverbänden und Zeuge in NS-Prozessen
Dürmayer arbeitete in weiterer Folge wieder in seinem Beruf als Rechtsanwalt, u. a. wurde er Rechtsberater der KPÖ. Später spielte er „eine bedeutende Rolle in der Abwicklung des Ost-West-Handels“.
Er widmete sich der Schaffung der Gedenkstätte Mauthausen und äußerte sich schon im Mai 1947 nach einem Besuch auf dem Gelände des ehemaligen KZ Mauthausen folgendermaßen: „Ein Platz, der in jedem anderen Lande eine Weihestätte wäre, ist bei uns eine Mistgstättn und [ein] Kartoffelacker.“ Noch in hohem Alter setzte sich Dürmayer im Januar 1998 gemeinsam mit anderen ehemaligen Flossenbürg-Häftlingen bei dem damaligen bayerischen Ministerpräsidenten Edmund Stoiber dafür ein, dauerhaft auf dem Gelände des früheren KZ Flossenbürg eine Forschungs- und Dokumentationsstelle zu etablieren. Dürmayer wurde im November 1948 Präsidiumsmitglied des KZ-Verbandes Bundesverband Österreichischer Widerstandskämpfer und Opfer des Faschismus. Er begründete die Vereinigung der ehemaligen Spanienkämpfer, war langjähriger Generalsekretär des Internationalen Mauthausenkomitees und Präsident der Österreichischen Vereinigung Demokratischer Juristen. Dürmayer wurde mehrfach ausgezeichnet, u. a. mit der polnischen Spanienkämpfermedaille und der Hans-Beimler-Medaille.
Im Warschauer Prozess gegen den ehemaligen Lagerkommandanten Rudolf Höß sagte er im März 1947 als Zeuge aus. Auch während des ersten Frankfurter Auschwitzprozesses trat er im Juni 1964 als Zeuge auf.
Nach der Kritik des ehemaligen Auschwitzhäftlings Hermann Langbein am Geheimprozess gegen Imre Nagy und dessen Austritt aus der KPÖ reiste Dürmayer gemeinsam mit dem Auschwitzüberlebenden Josef Meisel Ende der 1950er Jahre nach Polen, um Langbeins Absetzung als seinerzeitiger Generalsekretär des Internationalen Auschwitz Komitees zu erreichen. Auch weil Langbein Dürmayers Rolle in seinen Publikationen zu Konzentrationslagern als nicht nur unproblematisch beschrieb, bestand seinerseits gegenüber Langbein eine Abneigung. So protestierte Dürmayer 1981 in einem Schreiben an das Komitee der Antifaschistischen Widerstandskämpfer (KAW), dass Langbeins Name in einer Publikation von Heinz Kühnrich genannt wurde. Das KAW forderte schließlich vom Institut für Marxismus-Leninismus beim ZK der SED, wo die Publikation erscheinen sollte, den Verzicht auf entsprechende Namensnennung.
Auch nach der Niederschlagung des Prager Frühlings blieb er ein überzeugtes Mitglied der Kommunistischen Partei und äußerte sich 1969 diesbezüglich in einem Brief: „... Ich bin 1934 nicht der KPÖ beigetreten, um die bürgerliche Demokratie zu erkämpfen, für bürgerliche, sogenannte Freiheiten wie freie Meinungsäußerung, Versammlungs- und Vereinsfreiheit, Pressefreiheit – nein, ich wollte die Diktatur! Unsere Diktatur [...] Es gibt Regionen und Situationen, wo man Methoden anwenden muss die zwar keinem idealen Weltbild entsprechen, jedoch zur Sicherung einer glücklichen, humanistischen Zukunft notwendig sind. Eine Gleichstellung harter Methoden auf unserer Seite und der Seite unserer Feinde lehne ich als falsch, demagogisch, unmarxistisch und undialektisch ab.“
Über 50 Jahre nach seinem Austritt wurde Dürmayer im November 1988 wieder in die Studentenverbindung Marchia aufgenommen.
Seit 1945 war er in zweiter Ehe mit Janka, geborene Kahan (1919–2013), verheiratet. Das Paar bekam 1946 eine Tochter, die spätere Juristin Evelyn Dürmayer.
Am 22. September 2000 starb Dürmayer und wurde am 2. Oktober 2000 auf dem Wiener Zentralfriedhof bestattet.